# رويال رامبل (لعبة فيديو 1993)
رويل رامبل (بالإنجليزية: WWF Royal Rumble)‏ ، هي لعبة فيديو إلكترونية من نشر شركتي إل جاي إن التي تعمل لنظام سوبر نينتندو و فلاينغ إيدج التي تعمل حصراً لنظام ميجا درايف سنة 1993م، ويتكون اللعبة من شخصيات المصارعة المعروفة كل من هولك هوجان و أندرتيكر وغيرهم.

## وصلات خارجية
- WWF Royal Rumble at GameFAQs (SNES version)
- WWF Royal Rumble at GameFAQs (Sega Genesis version)